# Todżik-Telekom Kurgonteppa
Todżik-Telekom Kurgonteppa (tadż. Клуби футболи «Тоҷик-Телеком» Қӯрғонтепа) – tadżycki klub piłkarski, mający siedzibę w mieście Kurgonteppa, w południowo-zachodniej części kraju.

## Historia
Chronologia nazw:
- 1999: Todżik-Telekom Kurgonteppa (ros. «Таджиктелеком» Курган-Тюбе)

Piłkarski klub Todżik-Telekom został założony w miejscowości Kurgonteppa w 1999 roku. W 2006 zespół debiutował w rozgrywkach Wyższej Ligi Tadżykistanu. W debiutanckim sezonie zajął 6. miejsce w końcowej klasyfikacji. W sezonie 2008 uplasował się na 7 pozycji, ale w następnym sezonie z przyczyn finansowych nie przystąpił do rozgrywek.

## Sukcesy

### Trofea międzynarodowe
Nie uczestniczył w rozgrywkach azjatyckich (stan na 31-12-2015).

### Trofea krajowe
| \| \| Zdobyte trofea w rozgrywkach Tadżykistanu (stan na: 31-12-2015) \| |                                                                 |      |            |
| Rozgrywki                                                                | Osiągnięcie                                                     | Razy | Sezon(y)   |
| Mistrzostwo                                                              | I miejsce                                                       | 0    |            |
| Mistrzostwo                                                              | II miejsce                                                      | 0    |            |
| Mistrzostwo                                                              | III miejsce                                                     | 0    |            |
| Mistrzostwo                                                              | 6. miejsce                                                      | 1    | 2006       |
| Puchar                                                                   | zdobywca                                                        | 0    |            |
| Puchar                                                                   | finalista                                                       | 0    |            |
| Puchar                                                                   | ćwierćfinalista                                                 | 2    | 2006, 2007 |
| II liga                                                                  | I miejsce                                                       | 0    |            |
| II liga                                                                  | II miejsce                                                      | 0    |            |
| II liga                                                                  | III miejsce                                                     | 0    |            |
| Tadżykistan                                                              | Zdobyte trofea w rozgrywkach Tadżykistanu (stan na: 31-12-2015) |      |            |

## Stadion
Klub rozgrywa swoje mecze domowe na stadionie Centralnym w Kurgonteppie, który może pomieścić 10 000 widzów.

## Piłkarze
Znani piłkarze:
- Israil Idiow
- Ahliddin Turdijew